# Gouvernement Barre III
Pour les articles homonymes, voir Gouvernement Raymond Barre.
Ve République
Gouvernement Raymond Barre II Gouvernement Pierre Mauroy I
Le troisième gouvernement Raymond Barre est le 14e gouvernement de la Ve République française.
Cet article présente la composition du gouvernement français sous le Premier ministre Raymond Barre du 5 avril 1978 au 22 mai 1981, pendant la présidence de Valéry Giscard d'Estaing. Il s’agit du troisième gouvernement de Raymond Barre.

## Contexte de formation

### Contexte politique et économique
Le binôme formé par le Président et son Premier ministre étant harmonieux, et la majorité présidentielle remportant les élections législatives, le Président décide de confirmer le Premier ministre à son poste, prévoyant toutefois un remaniement en 1980 pour préparer la prochaine élection présidentielle - ce qui finalement n'arriva pas.
Le chômage continue d'augmenter, étant passé de 3,8% en 1976 à plus de 4,5% en 1978.

### Choix des ministres
Raymond Barre décide d'abandonner le ministère de l'Économie et des Finances qu'il cumulait jusque là avec sa fonction de Premier ministre. Celui-ci revient à René Monory, mais Barre garde la main sur les Affaires économiques, en communiquant directement avec les directeurs des différents ministères concernés. Un ministère du Budget est créé, et confié à Maurice Papon, avec l'accord de Giscard d'Estaing. Robert Boulin change de statut en passant d'un ministère délégué à un ministère de plein droit, celui du Travail et de la Participation, sans enthousiasme semble-t-il.

### Féminisation du gouvernement
Le gouvernement compte quatre femmes ministres : Simone Veil, ministre de la Santé, Alice Saunier-Seïté, ministre aux Universités puis ministre déléguée à la Famille, Nicole Pasquier, secrétaire d’État à l'Emploi féminin et Monique Pelletier, secrétaire d’État auprès du ministre de la Justice puis ministre déléguée chargée de la Famille et de la Condition féminine).

### Coalition
La présence du Rassemblement pour la République dans le gouvernement s'ammenuise peu à peu, dans un contexte de rivalité au niveau national pour les prochaines présidentielles (13 ministres UDF contre 5 RPR, même proportion pour les secrétaires d'État, après le dernier remaniement).

### Profil sociologique
La majeure partie des ministres (36 %) provient de la haute fonction publique : 16 % sont issus des grands corps de l'État, 10 % de la préfectorale et 10 % de la diplomatie. Enfin, 18 % sont issus des autres administrations de la haute fonction publique.
Le corps enseignant est peu représenté : 2 % des ministres sont des anciens enseignants du supérieur, et 4 % sont des enseignants du secondaire. 8 % ont occupé anciennement une profession intellectuelle.
Les industriels et gros commerçants comptent pour 4 % des ministres, les professions libérales pour 14 %, et les cadres supérieur du privé, 18 %.

## Composition initiale
Raymond Barre est nommé Premier ministre par un décret du 3 avril 1978 (JO du 4 avril), les ministres du gouvernement par un décret en date du 5 avril 1978 (JO du 6 avril), et les secrétaires d'État par un décret en date du 6 avril 1978 (JO du 7 avril),.

### Premier ministre
| Image | Fonction         |  | Nom           | Parti |
| ----- | ---------------- |  | ------------- | ----- |
|       | Premier ministre |  | Raymond Barre | DVD   |

### Ministres
| Image | Fonction                                           |  | Nom                  | Parti   |
| ----- | -------------------------------------------------- |  | -------------------- | ------- |
|       | Garde des Sceaux, ministre de la Justice           |  | Alain Peyrefitte     | RPR     |
|       | Ministre de la Santé et de la Famille              |  | Simone Veil          | DVD     |
|       | Ministre de l'Intérieur                            |  | Christian Bonnet     | UDF-PR  |
|       | Ministre des Affaires étrangères                   |  | Louis de Guiringaud  | SE      |
|       | Ministre de la Défense                             |  | Yvon Bourges         | RPR     |
|       | Ministre du Travail et de la Participation         |  | Robert Boulin        | RPR     |
|       | Ministre de la Coopération                         |  | Robert Galley        | RPR     |
|       | Ministre de l'Économie                             |  | René Monory          | UDF-CDS |
|       | Ministre du Budget                                 |  | Maurice Papon        | RPR     |
|       | Ministre de l'Environnement et du Cadre de vie     |  | Michel d'Ornano      | UDF-PR  |
|       | Ministre de l'Éducation nationale                  |  | Christian Beullac    | DVD     |
|       | Ministre des Universités                           |  | Alice Saunier-Seité  | UDF-PR  |
|       | Ministre de l'Agriculture                          |  | Pierre Méhaignerie   | UDF-CDS |
|       | Ministre de l'Industrie                            |  | André Giraud         | UDF-PR  |
|       | Ministre des Transports                            |  | Joël Le Theule       | RPR     |
|       | Ministre du Commerce et de l'Artisanat             |  | Jacques Barrot       | UDF-CDS |
|       | Ministre du Commerce extérieur                     |  | Jean-François Deniau | UDF-PR  |
|       | Ministre de la Jeunesse, des Sports et des Loisirs |  | Jean-Pierre Soisson  | UDF-PR  |
|       | Ministre de la Culture et de la Communication      |  | Jean-Philippe Lecat  | RPR     |

### Secrétaires d'État
| Image | Fonction                                                             | Ministre de rattachement                       |  | Nom                  | Parti   |
| ----- | -------------------------------------------------------------------- | ---------------------------------------------- |  | -------------------- | ------- |
|       | Secrétaire d’État aux Postes et télécommunications                   | -                                              |  | Norbert Ségard       | DVD     |
|       | Secrétaire d'État aux Anciens combattants                            | -                                              |  | Maurice Plantier     | RPR     |
|       | Secrétaire d'État                                                    | Premier ministre                               |  | Jacques Dominati     | UDF-PR  |
|       | Secrétaire d'État chargé des Relations avec le Parlement             | Premier ministre                               |  | Jacques Limouzy      | RPR     |
|       | Secrétaire d'État chargé de la Recherche                             | Premier ministre                               |  | Pierre Aigrain       | SE      |
|       | Secrétaire d'État                                                    | Garde des Sceaux, ministre de la Justice       |  | Monique Pelletier    | UDF-PR  |
|       | Secrétaire d'État                                                    | Ministre de la Santé et de la Famille          |  | Daniel Hoeffel       | UDF-CDS |
|       | Secrétaire d'État chargé des Départements et Territoires d’outre-mer | Ministre de l’Intérieur                        |  | Paul Dijoud          | UDF-PR  |
|       | Secrétaire d'État chargé des Collectivités locales                   | Ministre de l’Intérieur                        |  | Marc Bécam           | RPR     |
|       | Secrétaire d'État                                                    | Ministre des Affaires étrangères               |  | Olivier Stirn        | UDF-PRV |
|       | Secrétaire d'État chargé de la Formation professionnelle             | Ministre du Travail et de la Participation     |  | Jacques Legendre     | RPR     |
|       | Secrétaire d'État chargé des Travailleurs manuels et Immigrés        | Ministre du Travail et de la Participation     |  | Lionel Stoléru       | UDF-PRV |
|       | Secrétaire d'État chargé de l'Emploi féminin                         | Ministre du Travail et de la Participation     |  | Nicole Pasquier      | UDF-PR  |
|       | Secrétaire d'État chargé du Logement                                 | Ministre de l’Environnement et du Cadre de vie |  | Marcel Cavaillé      | UDF-PR  |
|       | Secrétaire d'État chargé de l'Environnement                          | Ministre de l’Environnement et du Cadre de vie |  | François Delmas      | UDF-PR  |
|       | Secrétaire d'État                                                    | Ministre de l'Éducation nationale              |  | Jacques Pelletier    | UDF-PRV |
|       | Secrétaire d'État                                                    | Ministre de l’Agriculture                      |  | Jacques Fouchier     | CNIP    |
|       | Secrétaire d'État chargé de la Petite et moyenne industrie           | Ministre de l’Industrie                        |  | Jean-Pierre Prouteau | UDF-PRV |

## Modifications

### Remaniement du11 septembre 1978
Ce remaniement du 11 septembre 1978 est constitué de trois nominations : 
- Monique Pelletier (UDF-PR) est nommée ministre délégué auprès du Premier ministre, chargé de la Condition féminine ;
- Jean-Paul Mourot est nommé secrétaire d’État auprès du Garde des Sceaux, ministre de la Justice (en remplacement de Monique Pelletier) ;
- Pierre Bernard-Reymond (UDF-CDS) est nommé secrétaire d’État auprès du ministre des Affaires étrangères.

### Remaniement du29 novembre 1978
Ce remaniement du 29 novembre 1978 est liée à la démission de Louis de Guiringaud ministre des Affaires étrangères en lien probablement avec sa gestion ou ses propos sur la crise libanaise :
- Jean François-Poncet entre au gouvernement et est nommé ministre des Affaires étrangères (en remplacement de Louis de Guiringaud).

### Remaniement du4 juillet 1979
Ce remaniement du 4 juillet 1979 est liée à la démission de Simone Veil, ministre de la Santé et de la Famille qui devient présidente du Parlement européen le 17 juillet 1979 :
- Jacques Barrot (UDF-CDS), jusqu'alors ministre du Commerce et de l'Artisanat, est nommé ministre de la Santé et de la Sécurité sociale (changement d'intitulé du ministère de la Santé et de la Famille) ;
- Maurice Charretier entre au gouvernement et est nommé ministre du Commerce et de l’Artisanat (en remplacement de Jacques Barrot) ;
- Jean Farge entre au gouvernement et est nommé secrétaire d’État auprès du ministre de la Santé et de la Sécurité sociale.

De fait, Daniel Hoeffel (UDF-CDS) devient secrétaire d’État auprès du ministre de la Santé et de la Sécurité sociale (changement de l'intitulé du ministre de tutelle).

### Remaniement du22 octobre 1979
Ce remaniement du 22 octobre 1979 est lié à la nomination d'un nouveau secrétaire d'État :
- Michel Debatisse entre au gouvernement et est nommé secrétaire d’État auprès du Premier ministre, chargé des Industries agricoles et alimentaires.

### Remaniement du8 novembre 1979
Du fait du décès le 30 octobre 1979 de Robert Boulin (voir affaire Robert Boulin), il est procédé au remaniement du 8 novembre 1979 :
- Jean Mattéoli, RPR entre au gouvernement et est nommé ministre du Travail et de la Participation.

### Remaniement du18 février 1980
Ce remaniement du 18 février 1980 est relatif au changement d'attribution de Monique Pelletier :
- Monique Pelletier (UDF-PR) , jusqu'alors ministre délégué auprès du Premier ministre, chargé de la Condition féminine devient ministre délégué auprès du Premier ministre, chargé de la Famille et de la Condition féminine.

### Remaniement du2 octobre 1980
Ce remaniement est lié aux démissions enregistrées le 2 octobre 1980 de Yvon Bourges, Marc Bécam, Marcel Cavaillé et Jacques Pelletier :
- Joël Le Theule (RPR), jusqu'alors ministre des Transports est nommé ministre de la Défense (en remplacement d'Yvon Bourges) ;
- Daniel Hoeffel (UDF-CDS), jusqu'alors secrétaire d'État auprès du ministre de la Santé et de la Sécurité sociale, est nommé ministre des Transports (en remplacement de Joël Le Theule) ;
- Rémy Montagne entre au gouvernement et est nommé secrétaire d'État auprès du ministre de la Santé et de la Sécurité sociale (en remplacement de Daniel Hoeffel) ;
- Jean-François Deniau (UDF-PR), jusqu'alors ministre du Commerce extérieur, est nommé ministre délégué auprès du Premier ministre, chargé des Réformes administratives ;
- Michel Cointat entre au gouvernement et est nommé ministre du Commerce extérieur (en remplacement de Jean-François Deniau) ;
- Jacques Legendre, jusqu'alors secrétaire d'État auprès du ministre du Travail et de la Participation, chargé de la formation professionnelle est nommé secrétaire d'État auprès du Premier ministre, chargé de la formation professionnelle (changement de ministre de tutelle) ;
- Marc Bécam n'est pas remplacé et le poste de secrétaire d’État auprès du ministre de l’Intérieur, chargé des collectivités locales est supprimé ;
- Marcel Cavaillé n'est pas remplacé et le poste de secrétaire d’État auprès du ministre de l’Environnement et du Cadre de vie, chargé du Logement est supprimé ;
- Jacques Pelletier n'est pas remplacé et le poste de secrétaire d’État auprès du ministre de l’Éducation nationale est supprimé.

### Remaniement du5 novembre 1980
Ce remaniement du 5 novembre 1980 est relatif au changement d'attribution de Norbert Ségard :
- Norbert Ségard, jusqu'alors secrétaire d'État aux Postes et Télécommunications, est nommé ministre délégué auprès du Premier ministre ;
- Pierre Ribes entre au gouvernement et est nommé secrétaire d’État aux Postes et Télécommunications et à la Télédiffusion (en remplacement de Norbert Ségard et avec un changement d’intitulé).

### Remaniement du22 décembre 1980
Ce remaniement du 22 décembre 1980 est lié au décès de Joël Le Theule le 14 décembre 1980 :
- Robert Galley, jusqu'alors ministre de Coopération, est nommé ministre de Coopération et ministre de la Défense (en remplacement de Joël Le Theule).

### Modification du1erfévrier 1981
Norbert Ségard, ministre délégué auprès du Premier ministre, décède le 1er février 1981. Son poste est de fait supprimé.

### Remaniement du4 mars 1981
Ce remaniement du 4 mars 1981 est lié aux démissions de Monique Pelletier, Jean-François Deniau et Jean-Philippe Lecat directement impliqués dans la campagne de Valéry Giscard d'Estaing pour l'élection présidentielle :
- Raymond Barre, Premier ministre, reprend les attributions de Jean-François Deniau, ministre délégué auprès du Premier ministre, chargé des Réformes administratives ;
- Alice Saunier-Seïté, ministre des Universités, reprend les attributions de Monique Pelletier, ministre délégué auprès du Premier ministre chargé de la Famille et de la Condition féminine,
- Michel d'Ornano, ministre de l'Environnement et du Cadre de vie, reprend les attributions de Jean-Philippe Lecat, ministre de la Culture et de la Communication.

### Modification du12 mai 1981
Le 12 mai 1981 il est pris acte de la démission de Jean Farge, secrétaire d’État auprès du ministre de la Santé et de la Sécurité sociale.

## Répartition partisane
| Parti                       | Parti                                       | Premier ministre | Ministres | Ministres délégués | Secrétaires d'État | Total |  |
| --------------------------- | ------------------------------------------- | ---------------- | --------- | ------------------ | ------------------ | ----- |  |
| Répartition le 6 avril 1978 | Répartition le 6 avril 1978                 | 1                | 19        |                    | 18                 | 38    |  |
|                             | Divers droite                               | 1                | 2         | 1                  | 4                  |       |  |
|                             | Rassemblement pour la République            |                  | 7         | 4                  | 11                 |       |  |
|                             | UDF - Parti républicain                     | 6                | 6         | 12                 |                    |       |  |
|                             | UDF - Centre des démocrates sociaux         | 3                | 1         | 4                  |                    |       |  |
|                             | Sans étiquette                              | 1                | 1         | 2                  |                    |       |  |
|                             | UDF - Parti radical valoisien               |                  | 4         | 4                  |                    |       |  |
|                             | Centre national des indépendants et paysans |                  | 1         | 1                  |                    |       |  |
|                             |                                             |                  |           |                    |                    |       |  |
| Répartition le 22 mai 1981  | Répartition le 22 mai 1981                  | 1                | 15        | 2                  | 18                 | 36    |  |
|                             | Divers droite                               | 1                | 1         | 1                  | 1                  | 4     |  |
|                             | Rassemblement pour la République            |                  | 5         |                    | 4                  | 9     |  |
|                             | UDF - Parti républicain                     | 4                | 1         | 4                  | 9                  |       |  |
|                             | UDF - Centre des démocrates sociaux         | 4                |           | 4                  | 8                  |       |  |
|                             | Union pour la démocratie française          | 1                |           |                    | 1                  |       |  |
|                             | UDF - Parti radical valoisien               |                  |           | 3                  | 3                  |       |  |
|                             | Centre national des indépendants et paysans |                  |           | 1                  | 1                  |       |  |
|                             | Sans étiquette                              |                  |           | 1                  | 1                  |       |  |

## Actions

### Politique économique
Raymond Barre poursuit son action à la tête du gouvernement, mais le deuxième choc pétrolier affaiblit à nouveau l'économie française et remet en cause les résultats obtenus depuis 1976. Le prix du pétrole étant multiplié par 2,5 entre mi-1976 et la démission du gouvernement, l'inflation due aux importations bondit, et la hausse des prix atteint 13,6% en 1980.
Le diagnostic du gouvernement est le suivant : l'économie française souffre d'un excès de demande, confirmée par le déficit extérieur, ainsi que des ridigités dans le système de production qui ne permettent pas de créer l’offre à même d’absorber cet excès de demande. Barre considère donc que le défaut fondamental de l'économie française est une trop grande rigidité dans la formation des salaires, qui a pour conséquence d’en déconnecter l’évolution de celle de leur productivité. Il faut donc fluidifier le marché du travail.
Barre durcit la politique monétaire française à partir de 1979 par une augmentation significative des taux courts (le taux à 3 mois passe de 8,2% en 1978 à 9,5% en 1979, avec un passage à 12,2% en fin d'année).

### Politique industrielle
Le gouvernement doit faire face à la destruction progressive des emplois dans la sidérurgie après la récession de 1975. La demande d'acier mondiale chute de 16% ; en France, les installations tournent à 70% de leur capacité ; un sidérurgiste français produisant 175 tonnes d'acier par an, contre 250 pour un sidérurgiste américain ou 360 pour un sidérurgiste japonais, les destructions d'emploi commencent.
En 1978, Raymond Barre décide d'un nouveau plan sur la sidérurgie, qui prévoit la réduction des effectifs à 100 000 en 1980 et la recapitalisation des entreprises concernées par l’État. Lorsque le gouvernement Barre 3 est remplacé en 1981, un nombre significatif de salariés de la sidérurgie sont partis en préretraite à 55 ans faute de retrouver un travail.

### Gestion des finances publiques
L'objectif affiché de Raymond Barre de maîtrise de l'inflation est un échec. En 1979, l'Assemblée Nationale, pour la première fois sous la Ve République, repousse le volet Recettes du projet de loi de finances proposé par le gouvernement. Le Premier ministre le fait passer en force, mais il est annulé ensuite par le Conseil constitutionnel, cas unique sous la Ve.  Toutefois, Barre réussit à stabiliser les finances publiques : en 1980, elles sont quasiment en équilibre, avec un déficit de 0,1 % du PIB. Le budget de l'Etat est certes en déficit de 30 milliards de francs (1,1 % du PIB), mais cela est compensé par les excédents, notamment, de la Sécurité sociale (le régime général étant en excédent de 0,5 % du PIB).
Le Premier ministre crée la Commission des comptes de la Sécurité sociale en 1979, dont la mission est de fournir aux pouvoirs publics un suivi régulier de la situation de la Sécurité sociale. Il considère qu'il faut anticiper le vieillissement de la population en dégageant des excédents dans les régimes de retraite. 
Pour parvenir à maintenir l’équilibre des finances publiques, le gouvernement augmente fortement les prélèvements. Leur taux, qui était de 33,6 % l’année de l’élection de Valéry Giscard d’Estaing, est de 40,1 % en 1980. La majeure partie de cette augmentation est due à l'augmentation du poids de la Sécurité sociale (de 13% du PIB à 17,4%). Certains impôts ont en revanche été réduits (la TVA ayant été abaissée de 20 % à 17,6 % en 1977).
Ce quasi-équilibre permet une semi-stabilité de la dette, qui, sous les trois gouvernements de Raymond Barre, reste à 21% du PIB. Cette stabilité est aidée par l'inflation, qui éponge mécaniquement un certain pourcentage de la dette chaque année. Le déficit structurel français est quasiment nul (-0,5% du PIB). La France aborde donc les années 1980 avec un endettement public faible.

## Analyse de la popularité
À partir de 1980, la popularité du gouvernement pâtit de l'impopularité du Président de la République. Un sondage de la SOFRES de février 1981 montre Giscard perdant face à François Mitterrand pour la première fois, avec 48% contre 52% pour le socialiste.

## Démission
La démission de ce Gouvernement est publiée au JO du 14 mai 1981, à la suite de la victoire de François Mitterrand à l'élection présidentielle de la même année. Malgré cette démission un conseil des ministres sera organisé le 20 mai 1981 soit une semaine après la fin légale du gouvernement et deux jours avant la fin du mandat de Valéry Giscard-D'Estaing comme président de la république. Le successeur de Raymond Barre, Pierre Mauroy, forme alors le Gouvernement Pierre Mauroy 1.